# Acacia tetragonophylla
Acacia tetragonophylla, auch Curare, Kurara oder englisch: Dead Finish genannt, ist eine Pflanzenart aus der Familie der Hülsenfrüchtler (Fabaceae). Sie ist in Australien weit verbreitet.

## Beschreibung

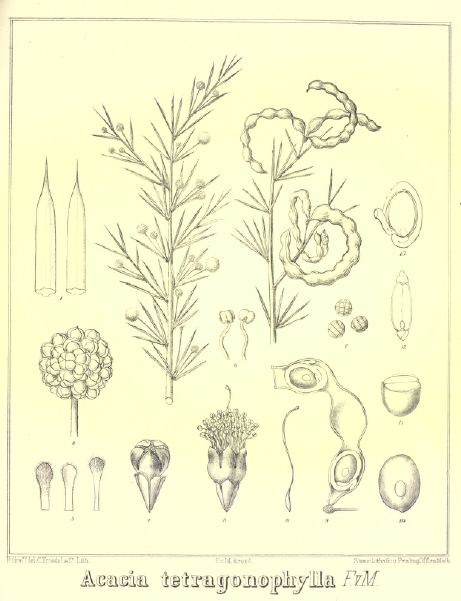
Illustration

### Vegetative Merkmale
Acacia tetragonophylla wächst als großer Strauch oder kleiner Baum, der normalerweise Wuchshöhen von 2 bis 5 Meter erreicht. Die Zweige sind oft verworren wuchernd. Die Rinde der Zweige ist kahl.
Die nadelähnlichen „Blätter“ sind botanisch gesehen Phyllodien. Die Phyllodien sitzen meist zu zweit bis sechst in Gruppen (Bündeln) an gedrungenen Seitenzweigen oder einzeln an jungen Verzweigungen. Die Phyllodien sind bei einer Länge von meist 1 bis 5 cm und einer Breite von etwa 1 mm linealisch-pfriemlich, im Querschnitt pentagonal bis abgeflacht, wobei das obere Ende in eine steife, dünne, kahle, 1 bis 2 mm lang stechende Spitze ausläuft. Die Phyllodien besitzen fünf oder selten sieben stark erhabene Nerven und sind gefurcht, wenn sie trocken sind. Anfangs sind die Phyllodien noch weich und biegsam, später werden sie hart, steif und sehr scharf.

### Generative Merkmale
In den Blattachseln sitzen jeweils ein bis fünf einzeln Blütenstände auf 1 bis 3 cm langen, kahlen Blütenstandsschäften. 50 bis 90 Blüten stehen in kugeligen Blütenständen zusammen. Die zwittrigen, gold-gelben Blüten sind fünfzählig. Die freien Kelchblätter sind lineal-spatelförmig.
Die kahlen, fast holzigen bis ledrigen Hülsenfrucht ist bei einer Länge von bis zu 10 cm sowie einer Breite von 4 bis 6 mm gekrümmt bis offen eineinhalbfach geschraubt und oft verdrehen sie sich entlang der Nähte. Die Hülsenfrucht ist über den Samen erhaben und leicht bis markant eingeschnürt zwischen ihnen. Die longitudinalen Samen sind bei einer Länge von 4 bis 5,5 mm elliptisch. Der hellgelbe Funiculus kreist den Samen ein.

### Chromosomenzahl
Die Chromosomenzahl beträgt 2n = 26.

## Vorkommen
Das weite australische Verbreitungsgebiet von Acacia tetragonophylla umfasst das nordwestliche sowie nördlich-zentrale New South Wales, südliche Northern Territory, südwestliche Queensland, South Australia und Western Australia. Acacia tetragonophylla gedeiht auf Überschwemmungsflächen und entlang der Wasserläufe in ariden und semiariden Gebieten.

## Systematik
Die Erstbeschreibung von Acacia tetragonophylla erfolgte 1863/1864 durch Ferdinand von Mueller in Fragmenta Phytographiae Australiae 4:3. Das Artepitheton tetragonophylla setzt sich aus den griechischen Wörtern tetra für vier, gonia für Kante und phyllo, phyllon für Blatt, Blättchen. zusammen Synonyme für Acacia tetragonophylla F.Muell. sind Acacia genistoides A.Cunn. ex Benth., Racosperma tetragonophyllum (F.Muell.) Pedley.
Acacia tetragonophylla gehört zur Untergattung Phyllodineae in der Gattung Acacia.

## Ethnobotanik
Acacia tetragonophylla wird zur Behandlung von Warzen verwendet. Dabei werden mehrere der nadelförmigen Blätter in die Warze gestochen, wobei die Spitzen verbleiben und der Rest der Nadel abgebrochen wird. Nach vier oder fünf Tagen ist die Warze geschrumpft und kann entfernt werden.